# ウルマス・シサスク

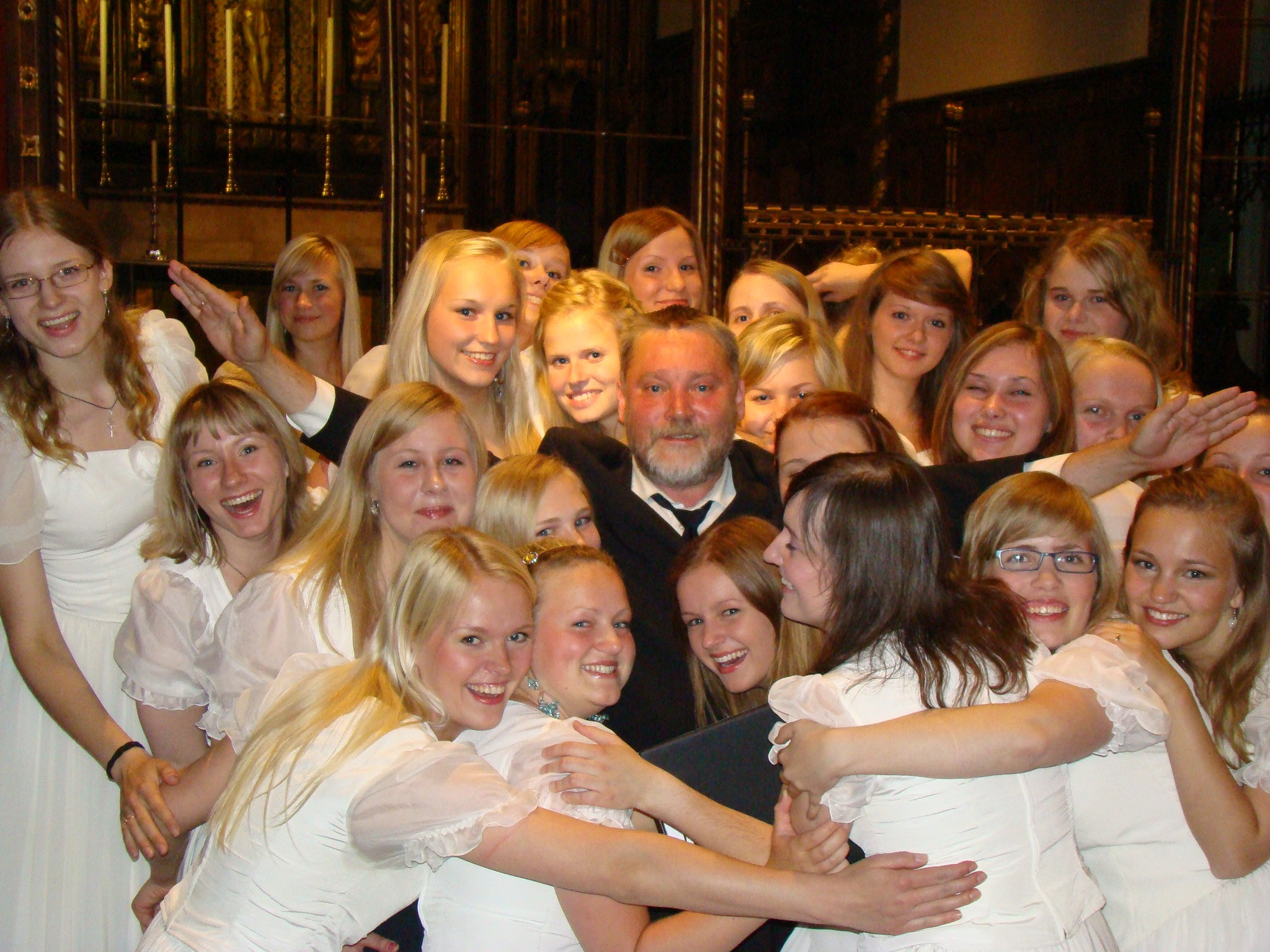
ウルマス・シサスクとエストニア放送少女合唱団（2008年）

ウルマス・シサスク（エストニア語: Urmas Sisask, 1960年9月9日 - 2022年12月17日）は、エストニアの作曲家。

## 経歴
1960年、エストニア・ソビエト社会主義共和国・ラプラで生まれた。エストニア音楽アカデミーに入学し、特にグレゴリオ聖歌とバロック音楽を専攻し、1985年に卒業した。

## 作曲作品とその特徴
作品は宗教曲や天体にちなんだものを中心とする。幼い頃より天体観測に興味があり、太陽系の惑星の軌道計算に基づいた、＃ド・レ・＃ファ・＃ソ・ラという音階を編み出した。偶然にもこれは日本の音階と同じものになっており、神秘的かつ古風な作風をもたらしている。

## 作品
管弦楽曲
- 2台のピアノとオーケストラのための交響曲「ポラリス」

マンドリンオーケストラ
- 百武彗星（1996）
- カシオペア
- 常動曲~ヴァイオリンとマンドリンオーケストラのための

合唱曲
- 父に栄光あれ（1988）
- クリスマスオラトリオ（1992）
- マニフィカト
- ミサ曲第1番
- ミサ曲第4番「クリスマス」
- ベネディクティオ

ピアノ曲
- 銀河巡礼（1980-87）
- プレアデス（1989）
- 天の川（1990）
- アンドロメダ（1991）
- 螺旋の交響曲
- エイヴェレの星たち（2012-2014）舘野泉に捧ぐ。